# Pasarela de acceso a aeronaves

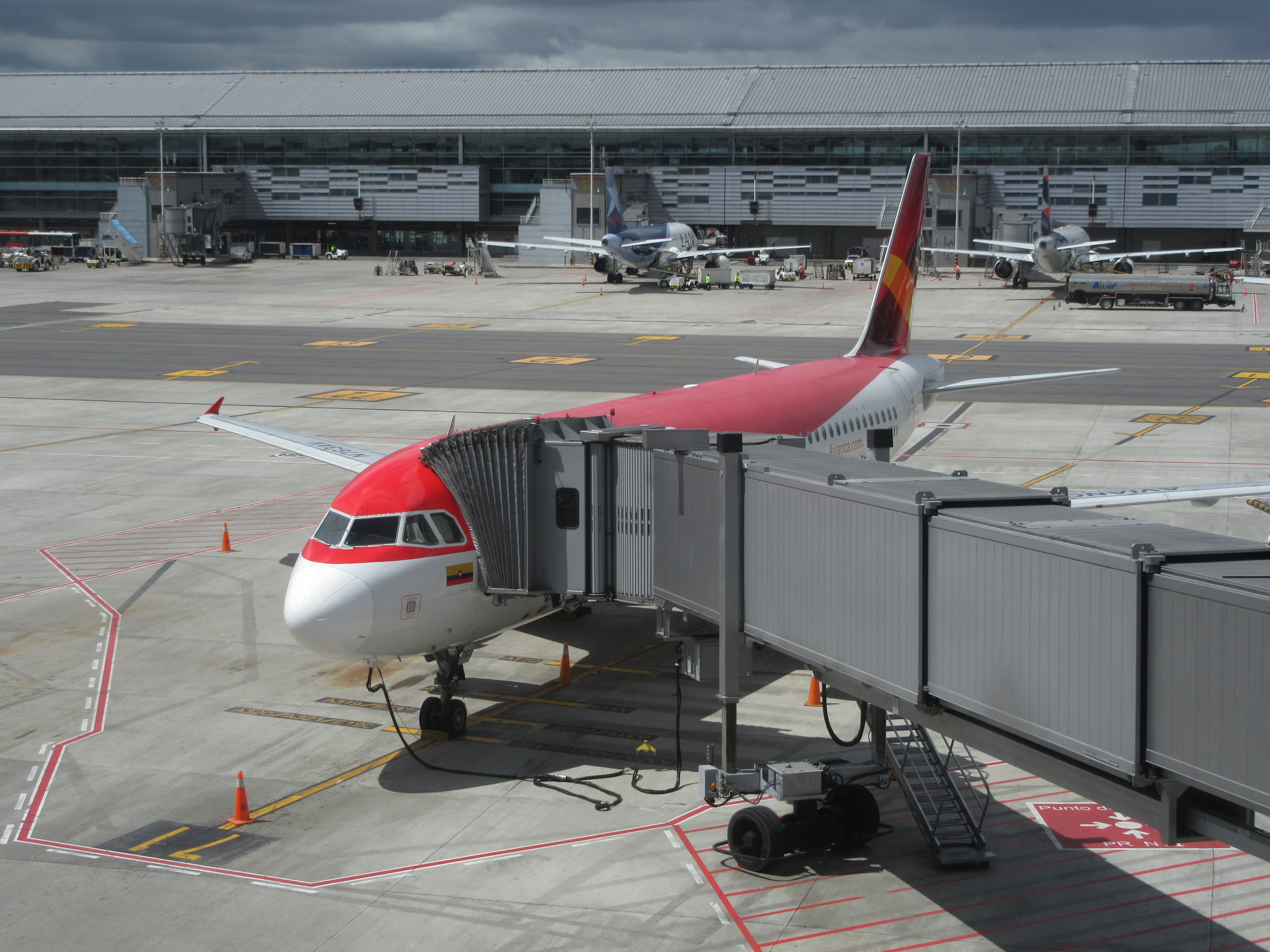
Pasarela de acceso en el aeropuerto El Dorado de Bogotá.

La pasarela de acceso a aeronaves, también conocida como puente de abordaje, puente de embarque, abordador mecánico, manga, aeropasillo, pasillo telescópico, o finger (esta última es de origen inglés pero no se utiliza en países angloparlantes, sino que se habla más de jet bridge o jetway) es un puente móvil, generalmente cubierto, que se extiende desde la puerta de embarque de la terminal de un aeropuerto (en una posición de estacionamiento de aeronave de contacto) hasta la puerta de una aeronave, permitiendo el acceso sin necesidad de descender a la plataforma del aeropuerto. Su nombre más ampliamente adoptado en inglés es passenger boarding bridge (PBB). 
Antes de la introducción de las pasarelas era normal que los pasajeros embarcaran en la aeronave andando sobre la plataforma y subiendo luego por una escalera móvil (posición de estacionamiento de aeronaves remota); este método de embarque todavía es utilizado en muchos aeropuertos alrededor del mundo, en especial aquellos aeropuerto de escaso tráfico con condiciones meteorológicas favorables, o ante la falta de pasarelas disponibles en el aeropuerto. 
Las pasarelas requieren una mayor inversión inicial frente a la asistencia a aeronaves mediante vehículos auxiliares, pero a largo plazo son más rentables, y son menos sensibles a huelgas o condiciones climáticas adversas. Las pasarelas pueden ser fijas o telescópicas, siendo estas últimas más versátiles pues pueden adaptarse a más tipos de aviones y no se necesita una aproximación a la pasarela muy precisa, pero su coste de instalación y mantenimiento es mayor. Generalmente se instala una prepasarela de embarque fija por debajo de la cual se pueden situar vías de servicio para el tráfico de vehículos auxiliares de la terminal.
La primera pasarela de acceso a aeronaves de los Estados Unidos fue instalada en el Aeropuerto Internacional de San Francisco en julio de 1959.

## Ventajas

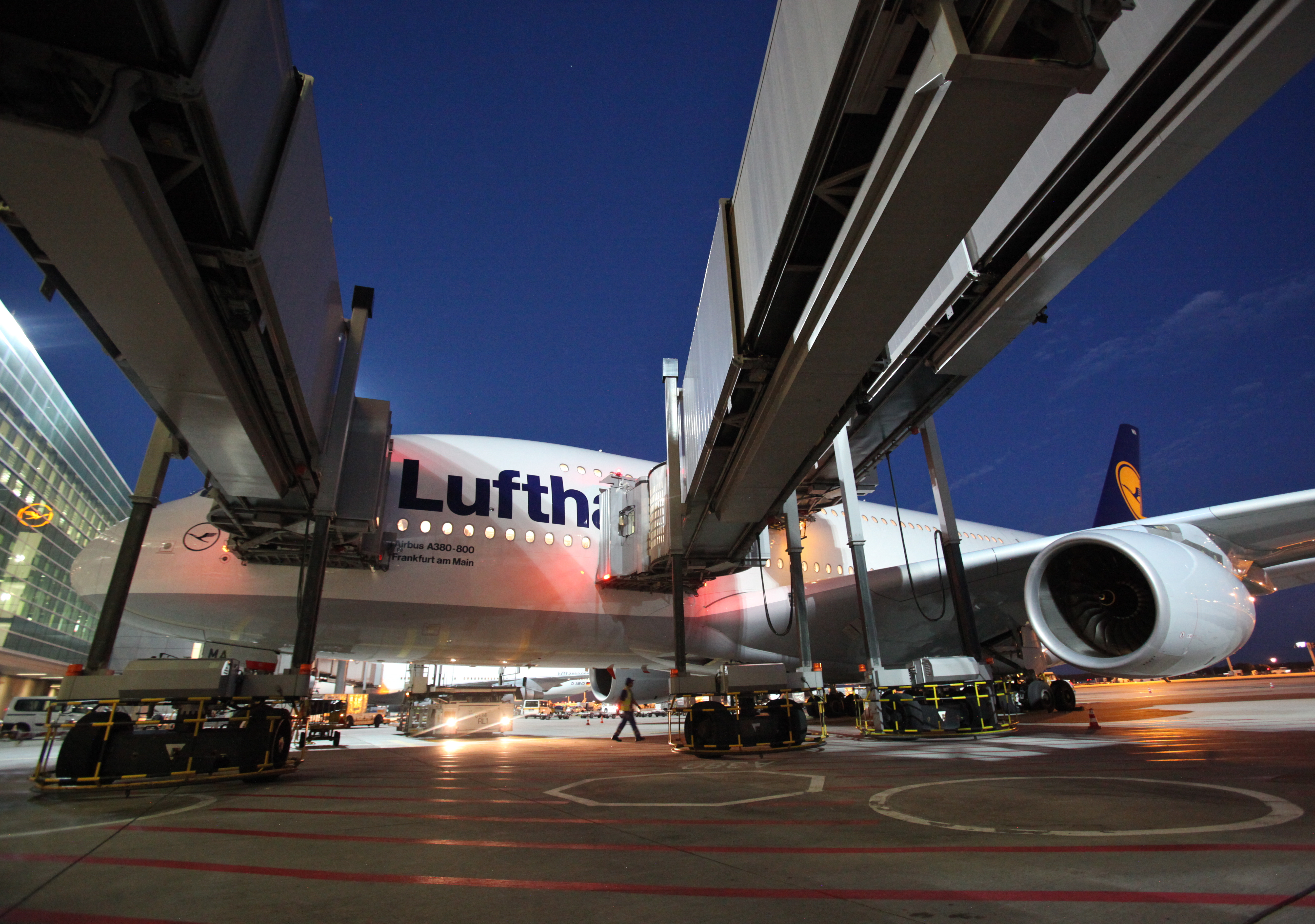
Pasarelas del Aeropuerto de Fráncfort del Meno.

- Permiten un acceso rápido y cómodo aún en condiciones meteorológicas adversas, además de brindar seguridad a las operaciones aeroportuarias.
- El puente de embarque está permanentemente conectado en uno de sus extremos mediante un pivote a la terminal y puede moverse hacia los costados, hacia arriba y abajo, además de ser extendido o retractado; en el otro extremo posee un fuelle que le permite adaptarse a las diferentes dimensiones y formas de las aeronaves. Estos movimientos son controlados por una estación de operación en el extremo que da a la aeronave.
- Las puertas de embarque con puente de embarque generalmente tienen una serie de líneas pintadas sobre la rampa, para asistir durante las maniobras de estacionamiento de los diferentes tipos de aeronaves. Una posición apropiada facilita la tarea del operador del puente de embarque, ya que permite acoplarlo correctamente al fuselaje.
- Algunos aeropuertos como el Aeropuerto de Schiphol de Ámsterdam, el de Charles de Gaulle y el Aeropuerto Internacional de Inchon de Seúl, tienen dos puentes de embarque para las aeronaves de mayor tamaño. Esto permite, en teoría, un embarque/desembarque más rápido para este tipo de aeronaves; sin embargo es muy común que se utilice uno para los pasajeros en primera clase y clase ejecutiva, mientras que la otra se utilice para los pasajeros en clase turista. Con el arribo del Airbus A380 de dos pisos, se prevé que cada piso tendrá uno o más puentes de embarque. Esta clase de puentes están siendo construidas en el Aeropuerto Changi de Singapur como preparativo para recibir el primer Airbus A380 que realizará vuelos comerciales.